# ノルウェーの戦い

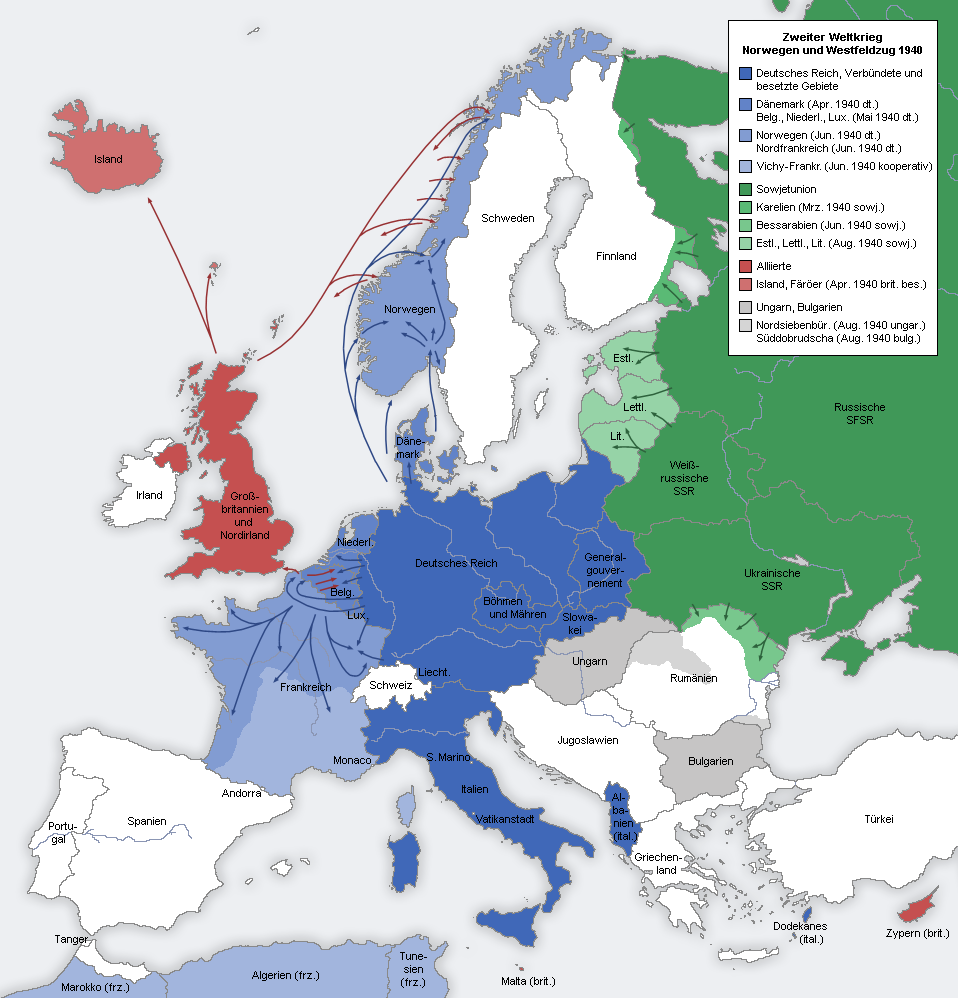
北欧侵攻

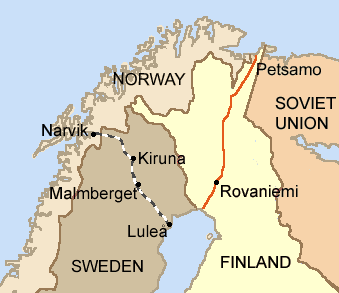
鉄鉱山キルナ (Kiruna) と鉄鉱石積出港ナルヴィク、ルーレオの位置関係

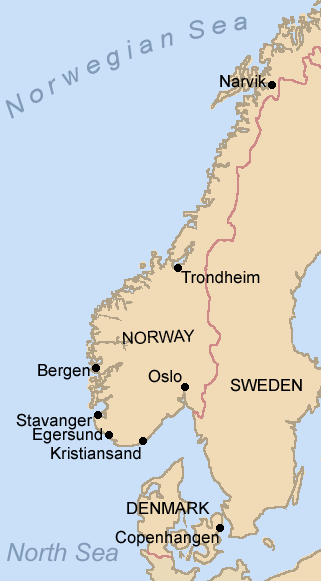
北欧侵攻の攻撃対象 地図中央下のオスロのほか、中央上のナルヴィク (Narvik) と中央のトロンハイム (Trondheim) が重要な目標となった

ノルウェーの戦いは、第二次世界大戦中の1940年、ドイツ軍によるデンマーク・ノルウェー侵攻（ヴェーザー演習作戦）により、ドイツ軍と連合国軍との間で、ノルウェーにおいて行われた戦い。イギリスとフランスはノルウェー援護のため遠征部隊を派遣した。ドイツ軍によるフランス侵攻の結果、連合国軍は撤退を余儀なくされ、ノルウェー政府もロンドンへ逃れ、ドイツによるノルウェー占領という結果に終わった。戦闘は4月9日から6月10日まで続いた。

## 背景
1940年4月9日未明に、ドイツ軍は、ヴェーザー演習作戦を発動し、ノルウェー、デンマーク両国に侵攻を開始した。デンマークは、侵攻された日に降伏した。ノルウェー政府および王室は、オスロから避難し英仏に軍事支援を求め抗戦することを決めた。
ノルウェーでは、ドイツ軍は、オスロ、クリスチャンサン、ベルゲン、エゲルセン、スタバンゲル、トロンハイム、ナルヴィクに侵攻した。これらの都市には、ノルウェー軍の師団司令部と動員センターが置かれていたが、ドイツ軍によって抑えられ、ノルウェー軍は、動員令を出していたが動員は不十分であった。
ノルウェー南部および東部では、ドイツ軍は、動員が不十分なノルウェー軍を圧倒し、4月末までに東部および南部での戦闘はドイツ軍の優位で終了した。
しかし、トロンハイムおよびナルヴィクは、ノルウェー南部より離れており、それらの地区のドイツ軍は孤立しており、周辺海域は優勢なイギリス海軍に封鎖されていた。

## 英仏の対応・ノルウェーの戦い

### ナルヴィク
ナルヴィク攻略にあたる部隊（グループ１）は駆逐艦ゲオルク・ティーレ、ヴォルフガング・ツェンカー、ベルント・フォン・アルニム、エーリッヒ・ギーゼ、エーリッヒ・ケルナー、ディーター・フォン・レーダー、ハンス・リューデマン、ヘルマン・キュンネ、ヴィルヘルム・ハイドカンプ（旗艦）、アントン・シュミットで構成され、フリードリヒ・ボンテ司令官（のち准将へ昇格）が指揮した。各艦にはエデュアルト・ディートル少将が率いる第139山岳猟兵連隊の陸軍将兵が約200名ずつ、合計1,900名が乗っていた。
グループ1は4月6日夜にヴェーザーミュンデから出航し、トロンハイムへ向かうグループ2や巡洋戦艦シャルンホルスト、グナイゼナウとともに北上した。その途中、遭遇したイギリス駆逐艦グローウォームを撃沈した。4月8日夜にロフォーテン諸島沖で2隻の巡洋戦艦と別れてグループ1ヴェストフィヨルドを北上し、4月9日未明にナルヴィクへ通じるオフォトフィヨルドに入っていった。
ナルヴィクには、ノルウェー海軍のノルゲ級海防戦艦アイツヴォルとノルゲが停泊していた。ドイツの駆逐艦によるフィヨルド侵入が伝えられていたため、海防戦艦では戦闘準備が整えられていた。4時15分に吹雪の中からドイツの駆逐艦が現れると、港外に停泊していたアイツヴォルは発光信号で誰何したがドイツ駆逐艦からの返答はなかった。そのため警告射撃を行い停船を命じる信号旗を掲げた。この後ヴィルヘルム・ハイドカンプは停止し、ゲルラッハ（Gerlach）中佐と信号手がアイツヴォルへと向かった。ゲルラッハはアイツヴォルのヴィロック（Willoch）艦長と会い、降伏を要求した。ドイツ軍の侵入者に対しては抵抗するよう命じられているため上官と相談する必要があるとヴィロックは述べた。ヴィロックは上官に連絡を取り明確な攻撃命令を受けた。それを告げられたゲルラッハは、アイツヴォルから離れると赤色の信号弾を発射した。この時、ヴィルヘルム・ハイドカンプはアイツヴォルから700m離れた場所にあり、魚雷発射管はアイツヴォルのほうに向けられていた。ボンテはアイツヴォルからの攻撃があるまで攻撃を待とうとしたが、アイツヴォルが体当たりを試みようとしているように見えたこともあり、ヴィルヘルム・ハイドカンプ艦長Hans Erdmenger中佐が魚雷発射命令を求め、ボンテも許可した。ヴィルヘルム・ハイドカンプは4本の魚雷を発射し、その内2本ないし3本が命中した。アイツヴォルは弾薬の誘爆と思われる爆発を起こし、沈没した。艦長以下177人（または115人）が死亡し、生存者は8人であった。
一方、ゲオルク・ティーレとベルント・フォン・アルニムは停船せず、港内に入って兵員を上陸させ始めた。港内に入ってくる2隻のドイツの駆逐艦はノルゲから視認されたが、すぐに雪の中に消えてしまった。続いてアイツヴォルが爆発した音が聞こえたが、やはり何も見えなかった。再びドイツの駆逐艦が確認できると、ノルゲのペール・アスキム艦長は砲撃を命令した。が命中はしなかった。ベルント・フォン・アルニムが12.7cm砲で応射したが、こちらも命中しなかった。続いてベルント・フォン・アルニムが7本の魚雷を発射した。2本がノルゲに命中し、ノルゲは転覆して沈没した。アスキムを含め96人が救助されたが、105人が死亡した。ナルヴィクは上陸したドイツ軍により占領された。

### 連合軍の撤退
5月10日、西部戦線でドイツ軍のフランス侵攻が始まり、フランスにおいても連合軍の劣勢が続き、6月5日にイギリス軍のダンケルク脱出（ダイナモ作戦）でベルギーに進出した英仏軍は、重装備を放棄してイギリス本土に撤退した。5月24日に、イギリスの戦時内閣はノルウェーからの撤退を決定した。撤退作戦であるアルファベット作戦が開始され、海路により、連合軍はナルヴィクを6月7日に撤退した。

## 参加兵力
ノルウェー侵攻を行うのはニコラウス・フォン・ファルケンホルスト歩兵大将指揮下のXXI軍団で、以下の部隊から構成されていた。
- XXI軍団　指揮官:ニコラウス・フォン・ファルケンホルスト歩兵大将
  - 第163歩兵師団
  - 第69歩兵師団
  - 第196歩兵師団
  - 第181歩兵師団
  - 第214歩兵師団
  - 第3山岳兵師団

最初の侵攻部隊は海軍艦艇で運ばれた。参加した主な艦船は次の通りである。
- グループ1（目的地ナルヴィク）
  - 駆逐艦:ヴィルヘルム・ハイドカンプ、ゲオルク・ティーレ、ヴォルフガング・ツェンカー、ベルント・フォン・アルニム、エーリッヒ・ギーゼ
  - 駆逐艦:エーリッヒ・ケルナー、ディーター・フォン・レーダー、ハンス・リューデマン、ヘルマン・キュンネ、アントン・シュミット
- 支援部隊
  - 戦艦:シャルンホルスト、グナイゼナウ
- グループ2（目的地トロンハイム）
  - 重巡洋艦:アドミラル・ヒッパー
  - 駆逐艦:パウル・ヤコビ、テオドール・リーデル、ブルーノ・ハイネマン、フリードリヒ・エッコルト
- グループ3（目的地ベルゲン）
  - 軽巡洋艦:ケルン、ケーニヒスベルク
  - 砲術練習艦:ブレムゼ
  - 水雷艇:レオパルト、ヴォルフ
  - Sボート母艦:カール・ペーターズ
  - Sボート:S18、S19、S20、S21、S22、S24
  - その他艦艇2隻
- グループ4（目的地クリスチャンサン、アーレンダール）
  - 軽巡洋艦:カールスルーエ
  - 水雷艇:グライフ、ルクス、ゼーアドラー
  - Sボート母艦:ツィンタウ
  - SボートS9、S14、S16、S30、S31、S32、S22
- グループ5（目的地オスロ）
  - 重巡洋艦:ブリュッヒャー
  - 装甲艦:リュッツォウ
  - 軽巡洋艦:エムデン
  - 水雷艇:アルバトロス、コンドル、メーヴェ
  - 掃海艇（Rボート）:R17、R18、R19、R20、R21、R22、R23、R24
  - その他艦艇2隻
- グループ6（目的地エゲルスン）
  - 掃海艇（Mボート）:M1、M2、M9、M13

## 影響
ノルウェー政府は、ドイツ側と休戦し中立化する道も探ったが交渉は成立しなかった。
1940年6月9日、ホーコン7世は全ノルウェー軍に対してドイツに対して降伏する旨の宣言を発出。王太子オーラヴはじめ王室、ニューゴースヴォル首相率いるノルウェー政府要人らとともにイギリス海軍艦艇によりイギリスへ亡命した。一部の国軍兵士もイギリスへ脱出したが、国軍総司令官のオットー・ルーゲ少将は、6月10日にドイツ側に降伏した。
オスロには、ファシズム政党・国民連合のヴィドクン・クヴィスリングの政権掌握を宣言したが、実質的な支配権はドイツ側が握っていた。
また、この戦いでドイツ海軍は重巡ブリュッヒャー・軽巡ケーニヒスベルク・カールスルーエや駆逐艦10隻などを失う大損害を受け、また残存艦も戦艦シャルンホルスト・グナイゼナウ、装甲艦リュッツォウ（旧名ドイッチュラント）以下多くが損傷して戦列を離れ、ただでさえ不均衡であった海上戦力はよりイギリス優位に傾いた（この不均衡は、アシカ作戦にも影響を与えた）。また、磁鉄鉱の影響からUボートの魚雷の磁気式信管の欠陥が顕在化した。
大戦中に、連合国軍はノルウェー奪還作戦を行わなかったため、終戦までドイツが占領を継続した。